# Semidreaptă
Spre deosebire de o dreaptă, pe care o considerăm prelungită la nesfârșit în ambele părți, semidreapta o considerăm prelungită la nesfârșit într-o singură parte și limitată în cealaltă parte de un punct numit originea semidreptei.
Fiind dată o dreaptă d și un punct A in d, există două semidrepte și nu mai multe cu originea în A și care să fie incluse în dreapta d. Orice punct al dreptei d diferit de punctul A aparține numai uneia din cele două semidrepte.
Fiind date două puncte distincte A și B, să considerăm dreapta AB și semidreapta inclusă în această dreaptă, cu originea în A și căreia îi aparține punctul B.

Această semidreaptă se notează cu delim{[}{AB}{~}  dacă punctul A, originea semidreptei, aparține semidreptei și cu (AB  dacă punctul A nu aparține semidreptei:
delim{[}{AB}{~}: A in delim{[}{AB}{~}  (semidreapta închisă delim{[}{AB}{~} )
(AB: A notin (AB  (semidreapta deschisă (AB ).
Întrucât toate punctele semidreptei delim{[}{AB}{~}  ((AB ) sunt și puncte ale dreptei AB, convenim să spunem că semidreapta delim{[}{AB}{~}  ((AB ) este inclusă în dreapta AB și să scriem
delim{[}{AB}{~} subset AB  (AB subset AB ).
Fie A, B, C trei puncte aparținând dreptei d în această ordine. Semidreptele delim{[}{AB}{~}  și delim{[}{AC}{~}  au aceleași puncte. S-a convenit ca astfel de semidrepte să se numească identice, să se noteze aceasta
delim{[}{AB}{~} = delim{[}{AC}{~} 
și să se citească ”semidreapta delim{[}{AB}{~}  este identică cu semidreapta delim{[}{AC}{~} ”. De fapt, este vorba de una și aceeași semidreaptă, motiv pentru care se întrebuințează doar una dintre notații, de exemplu delim{[}{AB}{~} 
Despre punctele B și C se spune în acest caz că sunt ”de aceeași parte a punctului A”.
În cazul în care semidreptele nu au aceleași puncte, s-a convenit ca ele să se numească semidrepte distincte (diferite).
În cazul punctelor A, B, C de mai sus semidreptele delim{[}{BA}{~}  și delim{[}{BC}{~}  (sau (BA  și (BC ) au aceeași origine, punctul B, sunt incluse în aceeași dreaptă, dar nu au aceleași puncte. Ele sunt semidrepte distincte și notăm aceasta astfel:
delim{[}{BA}{~} != delim{[}{BC}{~}  (sau (BA != (BC ).
În acest caz, spunem că semidreptele distincte delim{[}{BA}{~}  și delim{[}{BC}{~}  (sau (BA  și (BC ) sunt ”una în prelungirea celeilalte” sau că ”o semidreaptă o prelungește pe cealaltă” sau că sunt ”semidrepte opuse”.
Despre punctele A și C se spune că sunt ”de o parte și de alta a punctului B”.